# Киви (фрукт)
Ки́ви — название плодов культурных сортов растений рода Актини́дия, принадлежащих к видам Актини́дия кита́йская (лат. Actinidia chinensis) или Актинидия деликатесная (лат. Actinidia deliciosa). Сами растения представляют собой крупные древовидные лианы родом из Китая, поэтому киви иногда называют «китайским крыжовником». В 2017 году Китай произвел 50 % мирового объёма киви.
Первое описание киви датируется XII веком во времена династии Сун. В начале XX века выращивание киви распространилось из Китая в Новую Зеландию, где были произведены первые коммерческие посадки. Фрукты стали популярны среди британских и американских военнослужащих, дислоцированных в Новой Зеландии во время Второй мировой войны, а затем стали широко экспортироваться, сначала в Великобританию, а затем в Калифорнию в 1960-х годах.

## Название
Своим современным названием «киви» обязан новозеландскому селекционеру А. Эллисону, который в шестидесятые годы XX века «подарил» ему это имя за внешнее сходство его опушённого плода с телом одноимённой птички, являющейся национальным символом Новой Зеландии и изображённой на эмблеме ВВС, а также многочисленных монетах.

## История селекции киви
Дикорастущая актинидия имела массу плода всего 30 граммов и была привезена в Новую Зеландию в начале XX века. Культурная крупноплодная актинидия китайская была выведена в Новой Зеландии; она отличается от исходного вида не только многократно увеличившейся массой плода (100 граммов и более), но и лучшими вкусовыми качествами.
Сейчас киви выращивают во многих странах с субтропическим климатом, особенно широко — в Италии, Новой Зеландии, Чили, Греции. Оттуда сочные целебные плоды с нежно-зелёной вкусной мякотью экспортируются во все страны мира. Плоды киви содержат большое количество витамина C и другие биологически активные вещества.
В России опытные плантации киви имеются на черноморском побережье Краснодарского края и на юге Дагестана. В Южном Дагестане селекционером Теймуром Габибовым выведен новый сорт киви, названный «Леки» и имеющий конусовидную форму.
В Закарпатской области Украины селекционером Генрихом Валентиновичем Стратоном выведен новый морозостойкий сорт актинидии китайской, который зарегистрирован в реестре Государственной ветеринарной и фитосанитарной службы Украины под названием «Карпат Стратона Валентайн»
Плантации киви есть и в Армении; киви распространены в южных провинциях страны — Сюнике.

## Плоды
Плод киви — ягода, обычно с зелёной мякотью; существует сорт Gold kiwi («золотое киви», или «жёлтое киви»), плоды которого имеют жёлтую мякоть.
Вес среднего плода киви — 75 г, крупных плодов — до 150 г.

### Употребление в пищу
Описывая вкус киви, говорят о сочетании ароматов крыжовника, земляники, банана, дыни, яблока, черешни и ананаса. Киви едят в свежем виде, делают из них варенье, желе, добавляют в салаты.
Существует достаточно много рецептов десертов и напитков с участием киви. Киви подойдёт для начинки пирогов, из него также можно приготовить джемы и мармелады.
Кожура киви содержит больше антиоксидантов, чем мякоть. Она обладает антисептическими свойствами, однако не рекомендуется при повышенной чувствительности слизистой оболочки ротовой полости.

## Производство
Из-за своего вкуса и питательной ценности киви выращивается во многих странах мира.
| Год  | Тысячи тонн |
| ---- | ----------- |
| 1970 | 2           |
| 1975 | 4           |
| 1980 | 26          |
| 1985 | 204         |
| 1990 | 843         |
| 1995 | 891         |
| 2000 | 1872        |
| 2005 | 2281        |
| 2010 | 2837        |
| 2015 | 4101        |
| 2017 | 4038        |

| Китай          | 2025 | 2380 |
| Новая Зеландия | 412  | 604  |
| Италия         | 541  | 523  |
| Греция         | 275  | 320  |
| Иран           | 311  | 295  |
| Чили           | 225  | 115  |
| Турция         | 56   | 101  |
| Португалия     | 35   | 53   |
| Франция        | 66   | 47   |
| США            | 30   | 33   |
| Испания        | 21   | 27   |
| Япония         | 30   | 20   |
| Итого          | 4039 |      |

## Аллергия
Актинидин, содержащийся в киви, может быть аллергеном для некоторых людей, включая детей. Наиболее частыми симптомами являются неприятный зуд и затруднённость в дыхании, наиболее частым серьёзным симптомом является хрип; может произойти анафилаксия.